# Босна (Бугарска)
Босна је насељено место у општини Ситово у области Силистра, Бугарска. Према попису из 2021. године било је 305 становника.
За осниваче села се сматра породица Бошњакови, која се почетком 19. века доселила из Босне и Херцеговине. На попису из 2011. године Турци су чинили 98,5 % становништва Босне.